# Mormonbyens Blomst
Mormonbyens Blomst er dansk stum romantisk dramafilm fra 1912 produceret af Fotorama og instrueret af Gunnar Helsengreen..
Filmen havde dansk premiere den 8. april 1912 i Biograf-Teatret i Aarhus.

## Handling
En smed og hans datter lokkes til af missionerende mormoner til at emigrere til Utah i USA. Smeden kommer på kant med mormonerne, der vil tvangsgifte datteren til en polygam mormon. Efter mange forviklinger lykkes det datteren at flygte med den mand hun elsker. Parret ender i New York, og lever lykkeligt, men datteren har hjemve, og parret flytter tilbage til idyllen i Danmark.

## Medvirkende
- Peter Nielsen, som landsbysmed Jens Olsen
- Laura Mogensen, som Smedens kone
- Jenny Roelsgaard, som Kristine, smedens datter
- Aage Schmidt, som Tom Carter
- Philip Bech, som Mormonernes ældste
- Gunnar Helsengreen som John, den ældste søn